# نافذة أبهرية رئوية
النافذة الأبهرية الرئوية هي ذلك الحيز الصغير بين القوس الأبهري والجذع الرئوي الذي يظهر في الصورة الشعاعية الجانبية للصدر. وتحتوي النافذة الأبهرية على الرباط الشرياني والعصب الحنجري الراجع والعقد اللمفاوية والنسيج الدهني. وهذا الحيز يحده من الأمام الأبهر الصاعد ومن الخلف الأبهر النازل ومن المنتصف القصبة الرئيسية اليسرى ومن الجانبين الجنبة المنصفية.
ويشير مصطلح «النافذة الأبهرية الرئوية» أيضًا إلى مرض قلبي خلقي يشبه إلى حد ما الجذع الشرياني. يتكون الجذع الشرياني من صمام وحيد؛ أي أن النافذة الأبهرية الرئوية هي عيب حاجزي.